# Maurice Audin

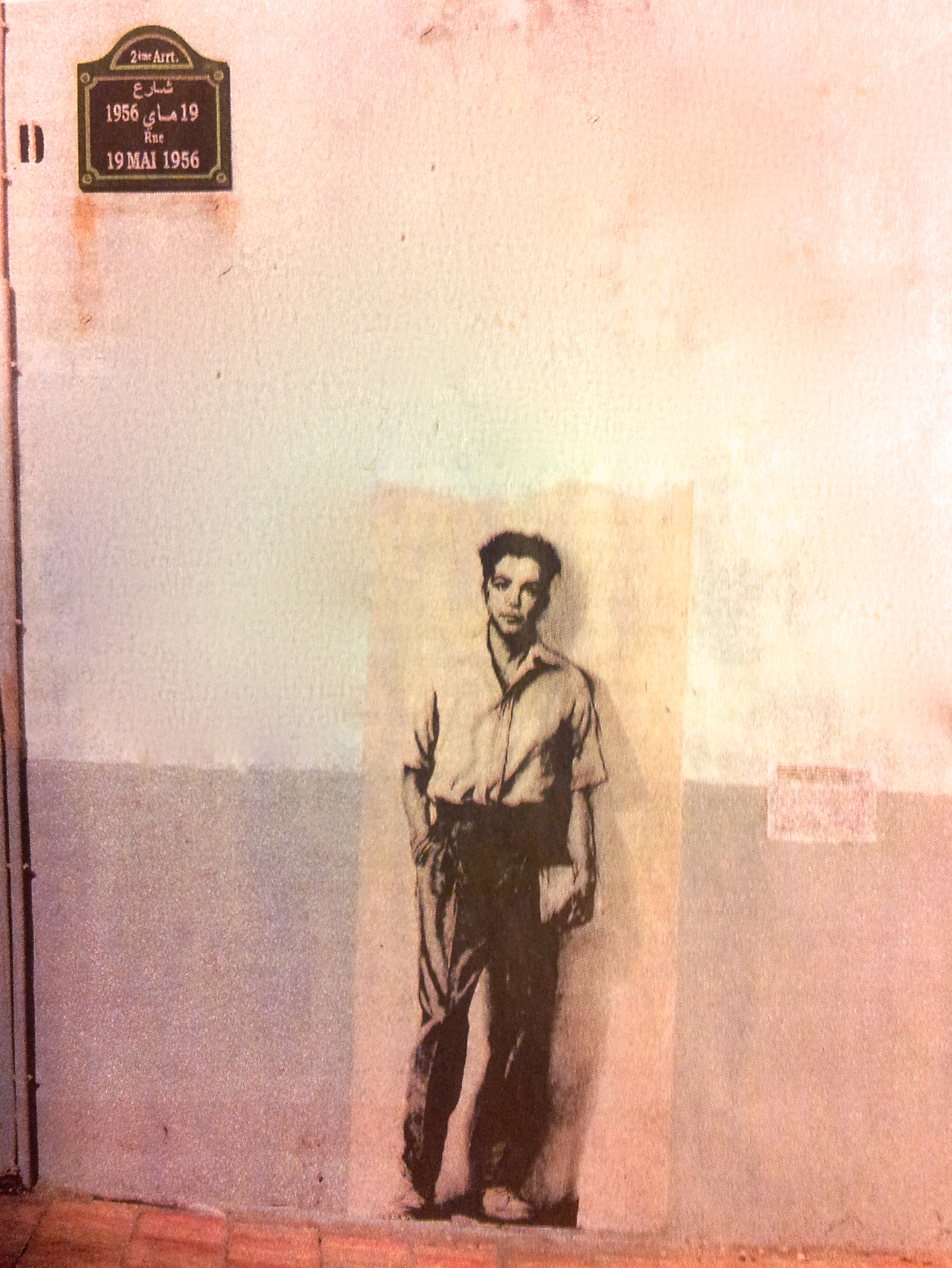
Wandbild von Audin in Algier

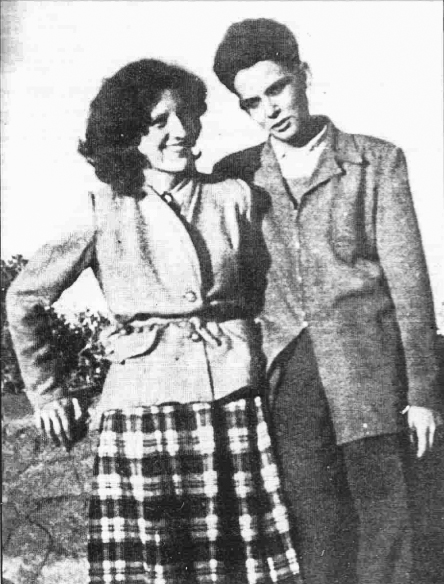
Maurice Audin mit seiner Ehefrau Josette

Maurice Audin (* 14. Februar 1932 in Béja, Französisch-Tunesien; † wahrscheinlich 21. Juni 1957 in Algier) war ein französischer Mathematiker. Er war ein kommunistischer politischer Aktivist gegen die französische Kolonialregierung und einer derjenigen, die während der Schlacht von Algier gewaltsam „verschwanden“.

## Leben
Maurice Audin war Assistent an der Universität Algier. Er war Mitglied der kommunistischen Partei und unterstützte die FLN im algerischen Unabhängigkeitskampf. Im Algerienkrieg wurde er am 11. Juni 1957 in seinem Haus von französischen Fallschirmjägern verhaftet und zuletzt einen Tag später von einem Mitgefangenen (dem Zeitungsherausgeber Henri Alleg) gesehen. Er wurde in die Villa des Tourelles im gehobenen Vorort El Biar gebracht (dem Verhörzentrum der Fallschirmjäger), dort gefoltert und starb vermutlich wenig später. Nach dem Historiker Pierre Vidal-Naquet, der ein Buch über die Affäre schrieb (L’Affaire Audin, 1958; Neuauflage bei Éditions de Minuit, 1989), starb er unter der Folter durch die Hand des Leutnants André Charbonnier (gestorben 1995).
Seiner Frau Josette (geborene Sempé, 1931 – 2. Februar 2019), mit der er drei Kinder hatte, wurde mitgeteilt, er sei bei einer Überführung mit dem Jeep geflohen. 1957 griffen die Zeitungen den Fall auf und 1959 bis 1962 fand in Rennes eine gerichtliche Untersuchung statt, die ohne Ergebnis endete. Ebenfalls 1962 gab es in Frankreich eine Generalamnestie für Straftaten der Armee und Polizei im Rahmen des Algerienaufstandes. Eine Berufung der Witwe gegen das Urteil von Rennes wurde 1966 abgelehnt. Audin wurde 1963 in Algier für tot erklärt. Seine Leiche wurde nie gefunden.

## Aufarbeitung
Die Witwe Josette Audin versuchte noch 2007 vom französischen Staatspräsidenten Aufklärung zu erhalten. 2012 versprach Präsident François Hollande anlässlich eines Besuchs in Algerien für Aufklärung zu sorgen und ließ in den Archiven nachforschen. 2014 erklärte er, dass die genauen Umstände seines Todes zwar nicht geklärt werden konnten, er aber in Haft starb und nicht entkommen war, wie gelegentlich behauptet wurde. Nach einem Buch des Journalisten Jean-Charles Deniau wurde Audin auf Befehl des Hauptmanns der Fallschirmjäger und späteren Generals Paul Aussaresses getötet.
Am 2. Dezember 1957 wurde er bei Laurent Schwartz in absentia promoviert (Über lineare Gleichungen in einem Vektorraum). Auch Schwartz bemühte sich vergeblich um Aufklärung und schrieb das Vorwort zu dem Buch von Vidal-Naquet über die Affäre.
Seine Tochter Michèle Audin ist ebenfalls Mathematikerin. 2009 lehnte sie wegen der mangelnden Aufklärung des Todes ihres Vaters die Annahme der Ehrenlegion ab.
Am 13. September 2018 bat der französische Präsident Emmanuel Macron im Namen Frankreichs um Entschuldigung für den Tod Maurice Audins und überreichte Josette Audin und ihrem Sohn Pierre eine schriftliche Erklärung. Er anerkannte darin ausdrücklich auch die Tatsache an, dass Maurice Audins Tod durch Folter herbeigeführt, bzw. er danach hingerichtet worden war. Weiter anerkannte Macron die Tatsache, dass die staatliche Ordnung jener Zeit diesem Verhalten einzelner Täter systematisch Vorschub geleistet hat.
Ein Platz im Zentrum von Algier ist nach ihm benannt mit einer Stele, die an ihn erinnert. Laurent Schwartz sammelte für einen mit 500.000 Franc dotierten, nach Audin benannten Mathematik-Preis. Alle fünf Preisträger (Michel Lazard, Paul-André Meyer, André Néron, Jean-Pierre Kahane, Pierre Cartier)  waren im Widerstand gegen den Algerienkrieg der Franzosen.